# Acanthoderes virescens
Acanthoderes virescens là một loài bọ cánh cứng trong họ Cerambycidae.